# Monica Semedo
Monica Semedo (ur. 15 czerwca 1984 w Grevenmacher) – luksemburska polityk i prezenterka telewizyjna, posłanka do Parlamentu Europejskiego IX kadencji.

## Życiorys
Urodziła się w rodzinie imigrantów z Republiko Zielonego Przylądka. W dzieciństwie śpiewała, została zauważona na jednym ze szkolnych festiwali, co umożliwiło jej nagranie albumu, który w Luksemburgu odniósł sukces komercyjny. Jako nastolatka zaczęła prowadzić programy telewizyjne w RTL Télé Lëtzebuerg, w tym Häppi Diwwi, Planet RTL i Planet Hits. Ukończyła nauki polityczne, a także filologię rosyjską i hiszpańską. Studiowała na Universität Trier. Działalnością zawodową jako prezenterka zajmowała się do 2018, w 2019 podjęła pracę w przedsiębiorstwie finansowym jako kierownik do spraw komunikacji.
W 2018 wstąpiła do Partii Demokratycznej. W wyborach w 2019 z jej ramienia uzyskała mandat posłanki do Europarlamentu IX kadencji. W trakcie kadencji pojawiły się wobec niej zarzuty nękania psychicznego swoich współpracowników. W 2021 Monica Semedo opuściła Partię Demokratyczną. W 2024 związała się natomiast z ugrupowaniem Fokus.